# 丁原
丁 原（てい げん、140年? - 189年）は、中国後漢時代末期の政治家。字は建陽。

## 生涯
寒門の出身。人となりは粗略で、官吏としての能力は少なかったが、武勇に秀で騎射を得意とした。命令を受ければ難を避けず、賊を追う際にはいつも先頭に立った。南県の官吏を経て、并州刺史や騎都尉を務め、この頃に呂布を属僚に採り立てている。
霊帝の死後、宦官誅殺を目論む何進によって董卓・橋瑁らとともに洛陽に召し寄せられた。何進は命令を偽り丁原に孟津へ兵を放たせ、賊徒「黒山伯」の仕業と称し、これをもとに宦官を誅殺するよう何太后に圧力を掛けた。孟津が燃えさかる光景は洛陽城内まで届き、何太后は恐れ慄いたが、宦官を排除するには至らなかった。その後、執金吾となった。
何進と宦官勢力が立て続けに排除されると、丁原もまた董卓の手引きで呂布に殺害され、彼の配下の兵は呂布に従って董卓軍に吸収された。また、当初董卓の兵は三千に過ぎなかったが、何進・何苗・丁原の兵を立て続けに吸収したことでその勢力は大いに膨らみ、以後朝廷の実権を掌握することにつながっていった。

## 物語中の丁原

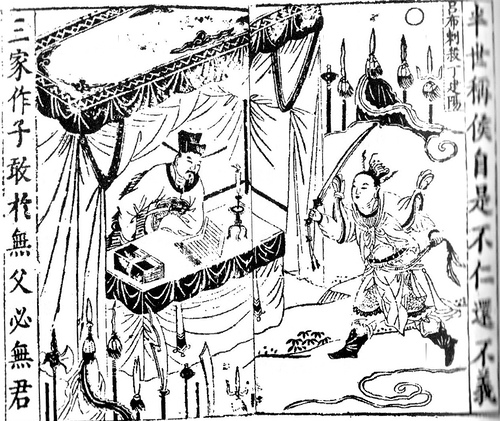
呂布、丁原を殺害（三国志演義）

小説『三国志演義』やそれに題材をとった後世の諸作品では、なぜか丁原を「荊州刺史」としているものが多い。皇帝廃立を謀る董卓に反発する気骨の士として描かれ、軍を率いて城外で対戦している。呂布の武勇によって董卓を苦しめるが、史実と同じく李粛に唆されて内応した呂布によって殺害されてしまう。